# Grupo Amplitude de Comunicação
Grupo Amplitude de Comunicação é um conglomerado de mídia do interior do Mato Grosso. Detém 3 emissoras de TV afiliadas a Record e 2 emissoras de rádio, além de um portal na internet.

## História
O grupo foi fundado em 2015 pelo empresário Clodis Menegaz, proprietário das Faculdades AJES da região. Adquiriu em 30 de abril de 2015, a TV Mundial (atual TV Amplitude Juína), que foi a primeira emissora de TV do grupo, das mãos do empresário Lelinho dos Santos Kapich, em seguida a TV Juara (atual TV Amplitude Juara) e posteriormente a TV Guarantã (atual TV Amplitude Guarantã do Norte) de Guarantã do Norte. 
Em 11 de agosto de 2016, o grupo inaugura uma nova emissora de rádio: a Amplitude FM 88,7 de Juara (originária da antiga Rádio Difusora 1140 de Juara).
Em janeiro de 2018, inaugura-se a Meridional FM 88,5 Juína (originária da Rádio Educadora AM). Mas em outubro daquele ano a emissora foi vendida para outro grupo e teve o nome mudado para Melodia FM, do segmento gospel. Depois de 06 anos, no dia 05 de agosto de 2024, a emissora mudou para a frequência 94,5 e passou a integrar o grupo Nativa FM.
Em abril de 2020, as emissoras RecordTV de Juína e de Juara adotam a nomenclatura "TV Amplitude" que já era utilizada pela emissora de Guarantã do Norte.
No mês de dezembro de 2024 foi adquirida a Rádio Tem FM 98,9 da cidade de Paranaíta/MT, que passou a se chamar Amplitude FM Paranaíta 98,9.

## Digitalização
A primeira emissora do grupo a lançar seu sinal digital foi a TV Amplitude, na cidade de Guarantã do Norte, em agosto de 2018, transmitindo pelo canal 38 UHF, 8.1 virtual.
A próxima foi a então RecordTV Juína, que lançou seu sinal digital em 7 de março de 2020, e também opera no canal 38 UHF e 8.1 virtual. E por último, a RecordTV Juara, que lançou seu sinal em abril de 2019, operando no canal 47 UHF e 7.1 virtual. Das três emissoras, a de Juína é a única a operar com o sinal HD (alta definição).